# Terry Carkner
Terry Kenneth Carkner (* 7. března 1966, Smiths Falls, Kanada) je bývalý kanadský hokejový obránce.

## Hráčská kariéra
Draftován byl v roce 1984 týmem New York Rangers v prvním kole. V NHL odehrál za New York Rangers, Québec Nordiques, Philadelphia Flyers, Detroit Red Wings a Floridu Panthers celkem 858 zápasů v základní části a 54 v play-off. V základní části vstřelil 42 gólů a zaznamenal 188 asistencí, v play-off přidal jeden gól a 17 asistencí.
Kanadu reprezentoval na MS 1993 v Německu. Reprezentoval též na juniorském mistrovství světa 1986 v Kanadě a získal zde stříbrnou medaili.

## Ocenění a úspěchy
- 1985 OHL - Druhý All-Star Tým
- 1986 OHL - První All-Star Tým
- 1986 OHL - Max Kaminsky Trophy

## Klubové statistiky
| Sezona                 | Klub                 | Soutěž       | Základní část | Základní část | Základní část | Základní část | Základní část | Play off | Play off | Play off | Play off | Play off |
| Sezona                 | Klub                 | Soutěž       | Z             | G             | A             | B             | TM            | Z        | G        | A        | B        | TM       |
| ---------------------- | -------------------- | ------------ | ------------- | ------------- | ------------- | ------------- | ------------- | -------- | -------- | -------- | -------- | -------- |
| 1980–81                | Winchester Hawks     | OHA-B        | 2             | 0             | 0             | 0             | 0             | —        | —        | —        | —        | —        |
| 1981–82                | Smith Falls Settlers | OHA-C        |               |               |               |               |               |          |          |          |          |          |
| 1982–83                | Brockville Braves    | CJHL         | 47            | 8             | 32            | 40            | 94            | —        | —        | —        | —        | —        |
| 1983–84                | Peterborough Petes   | OHL          | 66            | 4             | 21            | 25            | 91            | 8        | 0        | 6        | 6        | 13       |
| 1984–85                | Peterborough Petes   | OHL          | 64            | 14            | 47            | 61            | 125           | 17       | 2        | 10       | 12       | 11       |
| 1985–86                | Peterborough Petes   | OHL          | 54            | 12            | 32            | 44            | 106           | 16       | 1        | 7        | 8        | 17       |
| 1986–87                | New York Rangers     | NHL          | 52            | 2             | 13            | 15            | 118           | 1        | 0        | 0        | 0        | 0        |
| 1986–87                | New Haven Nighthawks | AHL          | 12            | 2             | 6             | 8             | 56            | 3        | 1        | 0        | 1        | 0        |
| 1987–88                | Quebec Nordiques     | NHL          | 63            | 3             | 24            | 27            | 159           | —        | —        | —        | —        | —        |
| 1988–89                | Philadelphia Flyers  | NHL          | 78            | 11            | 32            | 43            | 149           | 19       | 1        | 5        | 6        | 28       |
| 1989–90                | Philadelphia Flyers  | NHL          | 63            | 4             | 18            | 22            | 169           | —        | —        | —        | —        | —        |
| 1990–91                | Philadelphia Flyers  | NHL          | 79            | 7             | 25            | 32            | 204           | —        | —        | —        | —        | —        |
| 1991–92                | Philadelphia Flyers  | NHL          | 73            | 4             | 12            | 16            | 195           | —        | —        | —        | —        | —        |
| 1992–93                | Philadelphia Flyers  | NHL          | 83            | 3             | 16            | 19            | 150           | —        | —        | —        | —        | —        |
| 1993–94                | Detroit Red Wings    | NHL          | 68            | 1             | 6             | 7             | 130           | 7        | 0        | 0        | 0        | 4        |
| 1994–95                | Detroit Red Wings    | NHL          | 20            | 1             | 2             | 3             | 21            | —        | —        | —        | —        | —        |
| 1995–96                | Florida Panthers     | NHL          | 73            | 3             | 10            | 13            | 80            | 22       | 0        | 4        | 4        | 10       |
| 1996–97                | Florida Panthers     | NHL          | 70            | 0             | 14            | 14            | 96            | 5        | 0        | 0        | 0        | 6        |
| 1997–98                | Florida Panthers     | NHL          | 74            | 1             | 7             | 8             | 63            | —        | —        | —        | —        | —        |
| 1998–99                | Florida Panthers     | NHL          | 62            | 2             | 9             | 11            | 54            | —        | —        | —        | —        | —        |
| Celkem v NHL           | Celkem v NHL         | Celkem v NHL | 858           | 42            | 188           | 230           | 1588          | 54       | 1        | 9        | 10       | 48       |
| Celkem v OHL           | Celkem v OHL         | Celkem v OHL | 184           | 30            | 100           | 130           | 322           | 41       | 3        | 23       | 26       | 41       |
| Konec hokejové kariéry |                      |              |               |               |               |               |               |          |          |          |          |          |

## Reprezentace
| Rok                    | Tým                    | Soutěž                 | Z | G | A | B | TM |
| ---------------------- | ---------------------- | ---------------------- | - | - | - | - | -- |
| 1986                   | Kanada 20              | MSJ                    | 7 | 0 | 4 | 4 | 0  |
| 1993                   | Kanada                 | MS                     | 8 | 0 | 0 | 0 | 0  |
| Juniorská reprezentace | Juniorská reprezentace | Juniorská reprezentace | 7 | 0 | 4 | 4 | 0  |
| Seniorská reprezentace | Seniorská reprezentace | Seniorská reprezentace | 8 | 0 | 0 | 0 | 0  |